# Paulo Rudisill
Paulo Julius Rudisill (Estados Unidos, 7 de febrero de 2006) es un futbolista estadounidense que juega como delantero en el Feyenoord.

## Trayectoria
Inició su carrera deportiva en los LA Galaxy II donde disputó la segunda y tercera división: USL Championship y MLS Next Pro respectivamente. A mediados de julio de 2023 el Feyenoord se interesó por el jugador. Finalmente en febrero de 2024 fue fichado por el club neerlandés. Como nuevo jugador del Feyenoord hizo su debut en competición europea el 28 de febrero de 2024 en la Liga Juvenil de la UEFA 2023-24.
Es internacional con la selección nacional de Estados Unidos en diferentes categorías. Con la Selección de fútbol sub-17 de los Estados Unidos jugó la Copa Mundial de Fútbol Sub-17 y el Campeonato Sub-17 de la Concacaf de 2023.

## Estadísticas

### Clubes
Actualizado al último partido disputado el 15 de noviembre de 2023.
| Club                        | Div.          | Temporada     | Liga  | Liga  | Liga   | Copas nacionales | Copas nacionales | Copas nacionales | Copas internacionales | Copas internacionales | Copas internacionales | Total | Total | Total  |
| Club                        | Div.          | Temporada     | Part. | Goles | Asist. | Part.            | Goles            | Asist.           | Part.                 | Goles                 | Asist.                | Part. | Goles | Asist. |
| --------------------------- | ------------- | ------------- | ----- | ----- | ------ | ---------------- | ---------------- | ---------------- | --------------------- | --------------------- | --------------------- | ----- | ----- | ------ |
| LA Galaxy II Estados Unidos | 2.ª           | 2022          | 3     | 0     | 0      | —                | —                | —                | —                     | —                     | —                     | 3     | 0     | 0      |
| LA Galaxy II Estados Unidos | 3.ª           | 2023          | 2     | 1     | 0      | —                | —                | —                | —                     | —                     | —                     | 2     | 1     | 0      |
| LA Galaxy II Estados Unidos | 3.ª           | 2024          | 0     | 0     | 0      | —                | —                | —                | —                     | —                     | —                     | 0     | 0     | 0      |
| Total club                  | Total club    | 5             | 1     | 0     | 0      | 0                | 0                | 0                | 0                     | 0                     | 5                     | 1     | 0     |        |
| Total carrera               | Total carrera | Total carrera | 5     | 1     | 0      | 0                | 0                | 0                | 0                     | 0                     | 0                     | 5     | 1     | 0      |

### Selección nacional
| Equipo                                           | PJ | G |
| ------------------------------------------------ | -- | - |
| Selección de fútbol sub-16 de los Estados Unidos | 2  | 0 |
| Selección de fútbol sub-17 de los Estados Unidos | 13 | 1 |
| Selección de fútbol sub-18 de los Estados Unidos | 2  | 0 |
| Total                                            | 17 | 1 |